# Що записано в книгу життя
«Що записано в книгу життя» — оповідання українського письменника Михайла Коцюбинського, написане у 1911 році в Чернігові. Новела вказує на діалектику життя і смерті, антиномічність яких увиразнюється прагненням живого до життя і неможливості реалізації цього.

## Назва
Вислів «Книга Життя (Книга Буття)» — біблійного походження, вживається у значенні «майбутнє людини; те, що їй призначено долею». В розумінні Коцюбинського «Книга життя» — це саме життя. У старості кожен читає свою «книгу життя», тобто згадує минуле. Кожен пише свою книгу, і якою вона буде, залежить тільки від самої людини.

## Начерк сюжету
Стара, забута смертю мати, яка досі «роками валялася на печі», мусила лягти на підлозі, бо захворіла онука. Тепер все змінилося в її очах, «все виросло зразу: онуки, що спиналися над бабою до мисника… синові чоботи, старі, намерзлі, важкі, як гори, і босі ноги невістки, що ставали перед самим обличчям та закривали ввесь світ». У хаті холодно, бо вогонь, хоч «паливо жер, та все ж вмирав з голоду», а «чорні кутки роззявляли беззубі роти і дихали зогнилою вогкістю». Нужда, безвихідь, голод і холод оселилися у хаті.
«Життя виїло силу з неї і, як лушпиння з картоплі, кинуло в кут. А душа міцно вчепилась за ту шабатурку і не хоче її покинуть». Натомість голод примушує людину думати про смерть, аби врятувати своїх рідних. Але, крім особистої трагедії старої жінки, постає трагедія синового вибору між любов'ю до матері та бажанням вижити самому і врятувати родину від голоду. Цей вимушений вибір ставить людину в позицію фактичного вбивці, який, усвідомлюючи свій гріх, виправдовується: «Вся земля у гріху. Хіба його голод не гріхи ситих?».
Останнє прохання матері не різати зозулястої курки, в яку, як їй здається, «перевтілюється її душа».

## Екранізації
У 1988 році на кіностудії імені Олександра Довженка режисер-постановник і сценарист Олександр Денисенко зняв художній фільм «Що записано у книгу життя» (оператор Сергій Рябець). Фільм «Що записано в книгу життя» — лауреат міжнародного кінофестивалю Матері (Ізраїль, Хайфа) — 1989 та Всесоюзного фестивалю «Дебют» (Москва) — 1989.

## Театральні постановки
2004 — «Гріх»; Театр одного актора «Крик». Дніпро. Режисер і виконавець Михайло Мельник. В 2004 році вистава «Гріх» отримала премію Вищої регіональної театральної нагороди Дніпропетровщини «Січеславна» за найкращу режисуру, а у 2007-му за постановку «Гріха» Мельник удостоєний Національної премії України імені Тараса Шевченка.